# 1302
| [ Edytuj tabelę ]                          |                                                                                  |
| Król Polski                                | - 1300 Wacław II 1305                                                            |
| Książę Małopolski                          | - 1291 Wacław II 1305                                                            |
| Książę Wielkopolski                        | - 1300 Wacław II 1305                                                            |
| Król Albanii                               | - 1301 Filip I 1332                                                              |
| Współksiążęta Andory                       | - 1295 Guillem de Montcada 1308 - 1278 Roger Bernard I 1302 - 1302 Gaston I 1315 |
| Król Angkoru                               | - 1295 Indrawarman III 1307                                                      |
| Król Anglii                                | - 1272 Edward I 1307                                                             |
| Król Aragonii i Walencji, hrabia Barcelony | - 1291 Jakub II Sprawiedliwy 1327                                                |
| Margrabia Brandenburgii                    | - 1267 Konrad 1304 - 1267 Otto IV 1308 - 1293 Henryk I 1318                      |
| Książę Burgundii                           | - 1272 Robert II 1306                                                            |
| Książę Dolnej Bawarii                      | - 1290 Stefan I 1309 - 1290 Otton III 1312                                       |
| Książę Górnej Bawarii                      | - 1294 Rudolf I 1317 - 1294 Ludwik III 1340                                      |
| Cesarz Bizancjum                           | - 1282 Andronik II Paleolog 1328                                                 |
| Car Bułgarii                               | - 1300 Teodor Swetosław 1322                                                     |
| Cesarz Chin                                | - 1294 Temür Öldżejtü 1307                                                       |
| Król Cypru                                 | - 1285 Henryk II 1306                                                            |
| Król Czech                                 | - 1278 Wacław II 1305                                                            |
| Król Danii                                 | - 1286 Eryk Menved 1319                                                          |
| Władca Egiptu                              | - 1299 An-Nasir Muhammad 1309                                                    |
| Cesarz Etiopii                             | - 1299 Uyddym Raad 1314                                                          |
| Król Francji                               | - 1285 Filip IV Piękny 1314                                                      |
| Hrabia Holandii                            | - 1299 Jan II 1304                                                               |
| Cesarz Japonii                             | - 1301 Go-Nijō 1308                                                              |
| Kalif                                      | - 1262 Al-Hakim bi-Amr Allah 1302 - 1302 Al-Mustakfi I 1340                      |
| Król Kastylii i Leónu                      | - 1295 Ferdynand IV Pozwany 1312                                                 |
| Patriarcha Konstantynopola                 | - 1294 Jan XII 1303                                                              |
| Władca Korei                               | - 1274 Ch’ungnyŏl 1308                                                           |
| Wielki książę litewski                     | - 1295 Witenes 1316                                                              |
| Cesarz Majapahitu                          | - 1293 Raden Wijaya 1309                                                         |
| Sułtan Maroka                              | - 1286 Abu Jakub Jusuf 1307                                                      |
| Książę Mediolanu                           | - 1287 Matteo I Wielki 1302                                                      |
| Książę Moskwy                              | - 1283 Daniel Aleksandrowicz 1303                                                |
| Król Nawarry                               | - 1284 Filip I 1305                                                              |
| Król Norwegii                              | - 1299 Haakon V Długonogi 1319                                                   |
| Hrabia Palatynatu                          | - 1294 Rudolf I Wittelsbach 1317                                                 |
| Papież                                     | - 1294 Bonifacy VIII 1303                                                        |
| Król Portugalii                            | - 1279 Dionizy I 1325                                                            |
| Sułtan Rumu                                | - 1301 Kajkubad III 1303                                                         |
| Książę Rusi halickiej                      | - 1300 Jerzy I 1308                                                              |
| Cesarz Rzymski (niemiecki)                 | - 1298 Albrecht I Habsburg 1308                                                  |
| Książę Saksonii                            | - 1298 Rudolf I 1356                                                             |
| Kapitanowie Regenci San Marino             | - 1302 Giovanni di Causetta Giannini 1302                                        |
| Król Serbii                                | - 1282 Stefan Urosz II 1321                                                      |
| Król Szwecji                               | - 1290 Birger I Magnusson 1318                                                   |
| Sułtan Turków                              | - 1299 Osman I 1324                                                              |
| Doża Wenecji                               | - 1289 Pietro Gradenigo 1311                                                     |
| Król Węgier                                | - 1301 Wacław Czeski 1305                                                        |
| Wielki mistrz zakonu krzyżackiego          | - 1297 Gottfried von Hohenlohe 1302 - 1302 Siegfried von Feuchtwangen 1310       |

Rok 1302 / MCCCII
stulecia: XIII wiek ~
XIV wiek ~
XV wiek

lata: 1292 «
1297 «
1298 «
1299 «
1300 «
1301 «
1302
» 1303
» 1304
» 1305
» 1306
» 1307
» 1312

## Wydarzenia w Polsce
- Wojewoda kaliski, Mikołaj Przedpełkowic z rodu Łodziów, nadał Mosinie prawa miejskie.
- miał miejsce najazd litewski na Sandomierskie[1].

## Wydarzenia na świecie
- 27 stycznia – Dante Alighieri został skazany na wygnanie z Florencji.
- 18 marca – wybuchło powstanie antyfrancuskie w Brugii.
- 18 maja – rzemieślnicy flamandzcy w Brugii zaatakowali francuski garnizon i dokonali masakry 1 400 osób.
- 11 lipca – flamandzcy powstańcy pokonali Francuzów w bitwie pod Courtrai.
- 18 listopada – papież Bonifacy VIII wydał bullę Unam Sanctam.

- Filip IV Piękny zwołał przedstawicielstwo stanów, zebrało się ono po raz pierwszy pod nazwą Stany Generalne
- Powstał parlament francuski „Stany Generalne”.
- Papież Bonifacy VIII pozwał przed swój sąd króla Francji Filipa Pięknego. Filip w odpowiedzi na to oskarżył papieża o herezję.
- Wojska marynidzkiego sułtana Abu Jakuba Jusufa zajęły Mustaghanam i Algier.

## Urodzili się
- 30 listopada – Andrzej Corsini, włoski karmelita, biskup Fiesole, święty katolicki (zm. 1374)
- 7 grudnia – Azzone Visconti, książę mediolański (ang. Lord of Milan)
- Waldemar I, król Szwecji

## Zmarli
- 2 stycznia – Henryk I Pielgrzym, książę Meklemburgii (ur. ok. 1230)
- 1 lutego – Andrzej Conti – włoski franciszkanin, pustelnik, błogosławiony (ur. 1240)
- 20 marca – Ralph Walpole – biskup Norwich (ur. ?)
- 11 lipca – Pierre Flotte – francuski polityk i prawnik (ur. ?)
- 13 lub 17 listopada – Gertruda z Helfty (Gertruda Wielka), mniszka benedyktyńska, jedna z największych mistyczek, święta katolicka (ur. 1256)
- 12 grudnia – Adolf II Waldeck, biskup Liège i hrabia Waldeck (ur. ok. 1258)
- 26 grudnia – Waldemar Birgersson, król Szwecji (ur. ok. 1239)
- 29 grudnia – Wisław II, władca Rugii (ur. ok. 1240)
- 31 grudnia – Fryderyk III Lotaryński, książę Lotaryngii (ur. 1238)
- data dzienna nieznana:
  - Iwan Asen III, car Bułgarii (ur. 1259/1260)[2]
  - Muhammad II – emir emiratu Grenady (ur. ok. 1235)